# SB 3a
Az SB 3a egy szertartályos gőzmozdony sorozat volt a Déli Vasútnál (németül: Südbahngeselschaft, SB), mely egy osztrák-magyar magánvasút-társaság volt.
A négy kis szertartályos mozdonyt helyiérdekű üzemhez rendelte a Déli Vasút a Floridsdorfi Mozdonygyártól. A Déli Vasút osztrák részének  1923-as államosításakor három  mozdony átkerült a BBÖ állományába, kettő 385.01-02 pályaszámokkal tovább üzemelt, egyet eladtak a GKB-nak. Ezt 1930-ban selejtezték, majd eladták ipari mozdonynak Kindbergbe az Alpine-nak.  A BBÖ a mozdonyait 1928-ban és 1930-ban selejtezte.

## Fordítás
- Ez a szócikk részben vagy egészben  a   SB alt 25 című német Wikipédia-szócikk fordításán alapul.  Az eredeti cikk szerkesztőit annak laptörténete sorolja fel. Ez a jelzés csupán a megfogalmazás eredetét és a szerzői jogokat jelzi, nem szolgál a cikkben szereplő információk forrásmegjelöléseként. - Az eredeti szócikk forrásai szintén ott találhatóak.

## Külső hivatkozások
- A típus története számokban németül